# Still Unwinding
Still Unwinding est un album du groupe The Rubettes sorti en octobre 1978. Il est enregistré au Château d'Hérouville Si l'album paraît au Royaume-Uni, en Allemagne, en Scandinavie et en Bulgarie, il ne verra pas le jour en France. Un mixage différent du titre No No Cherie figurera en face B de Little 69. Dans la biographie Rubettes Story, le groupe explique que cette période a été très difficile pour chaque membre de la formation. Aucun extrait de l'album ne sort en titre principal en France, la chanson Goodbye Dolly Gray, qui aborde le thème de la première guerre mondiale a une mélodie qui rappelle celle du single Little 69. Le groupe et Tony Thorpe se séparent après l'enregistrement de cet album dont la tonalité est assez mélancolique. Le style country rock prédomine, les titres sont moins rythmés qu'auparavant.

## Liste des titres
1. Movin (Tony Thorpe) - 4:05
2. No No Cherie (John Richardson) - 3:20
3. Still Unwinding (John Richardson) - 4:36
4. New York Tower (Alan Williams) - 4:48
5. San Andreas (John Richardson) - 3:32
6. Goodbye Dolly Gray (John Richardson, Alan Williams) - 4:14
7. Truth Of The Matter (Alan Williams) - 4:02
8. When Hays Was Young (Tony Thorpe) - 4:18
9. Do You Ever Think Of Me (Alan Williams) - 4:20
10. Does It Got To Be Rock 'n' Roll (Tony Thorpe) - 5:10

Réf. : POLYDOR 2383-5
Singles
1978
- Movin'
- San Andreas

Réf. : 2059 059

## Musiciens
- Alan Williams – Chant, guitares
- Mick Clarke – Chant, basse
- John Richardson – Chant, batterie, percussions
- Tony Thorpe – Chant, guitares, claviers

## Production
- Produit par les The Rubettes et Alan Blakley pour Gale
- Publié par Halcyon Music Limited
- Enregistré au Château d'Hérouville, France
- Mixé par  Advision et DJM London
- Ingénieur :  Mark J Wallis
- Mastérisé par Mike Brown chez Pye, London
- Arrangements de cordes :  Gerry Shury
- Direction artistique Alwyn Clayden
- Photographies  Craske et Alwyn Clayden